# وزارت امور خارجه عمان
وزارت امورخارجه عمان (عربی: وزارة الخارجية) یکی از اجزای حکومت عمان است که مسئول تنظیم ارتباطات این کشور با سایر نقاط جهان است.